# Bahnhof Shin-Shimizu
Der Bahnhof Shin-Shimizu (jap. 新清水駅, Shin-Shimizu-eki) ist ein Bahnhof auf der japanischen Insel Honshū, betrieben von der Bahngesellschaft Shizuoka Tetsudō. Er befindet sich in der Präfektur Shizuoka auf dem Gebiet der Stadt Shizuoka, genauer im Bezirk Shimizu-ku.

## Beschreibung

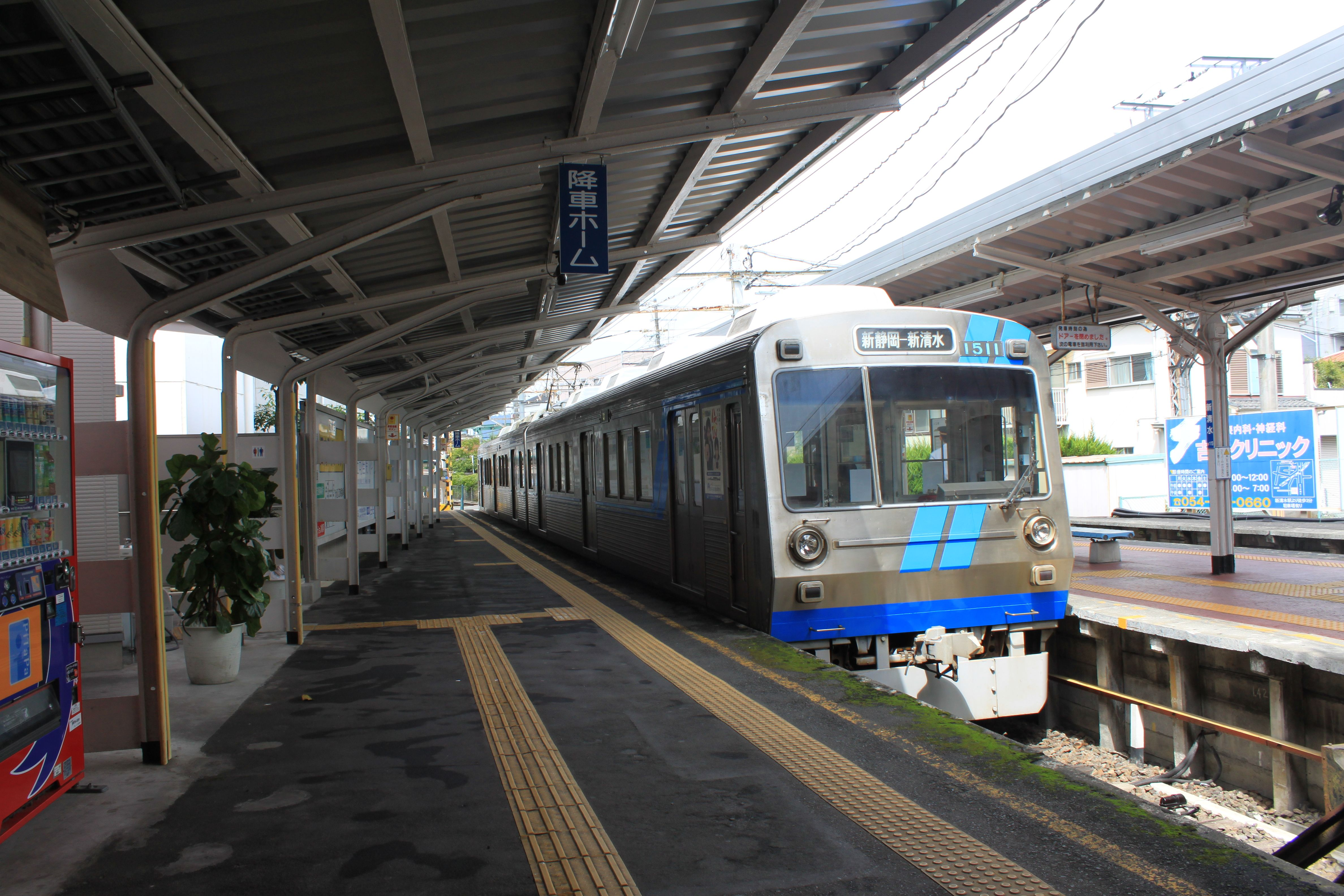
Blick auf die Bahnsteige

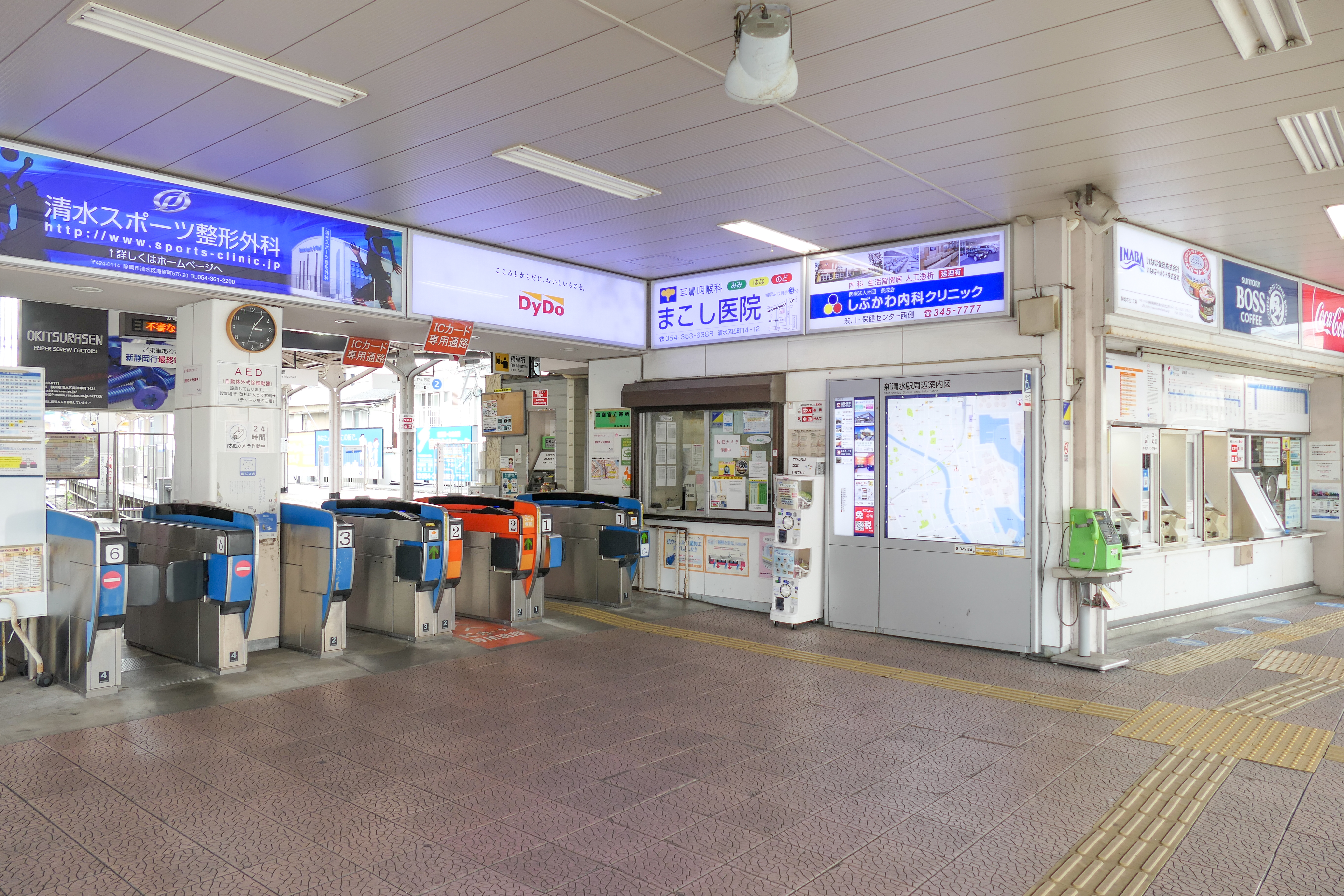
Ticketschalter (April 2022)

Shin-Shimizu ist die östliche Endstation der 11,0 km langen Shizuoka-Shimizu-Linie. Diese wird von der Bahngesellschaft Shizuoka Tetsudō (Shizutetsu) betrieben und führt zum Bahnhof Shin-Shizuoka im Stadtzentrum. Tagsüber fahren die Züge alle sechs bis sieben Minuten, während der morgendlichen Hauptverkehrszeit alle drei bis sieben Minuten und abends im Viertelstundentakt. Hinzu kommen mehrere Express-Züge während der morgendlichen Hauptverkehrszeit, die mehrere Zwischenstationen auslassen. In der Nähe befinden sich drei Bushaltestellen, an denen Linien der zum selben Konzern gehörenden Gesellschaft Shizutetsu Justline halten.
Der Kopfbahnhof steht im Stadtteil Aioi-chō, im Zentrum der bis 2003 eigenständigen Stadt Shimizu und in der Nähe des Hafens. Er besitzt zwei Gleise an einem Mittelbahnsteig und an zwei Seitenbahnsteigen. Früher war Shin-Shimizu ein Durchgangsbahnhof und die Strecke führte über die davor liegende Straße weiter ostwärts zum Hafen. Ebenso war die Straßenbahn Shimizu über ein Gleisdreieck angebunden. Unmittelbar westlich des Bahnhofs liegt eine Kurve, gefolgt von einer Brücke über den Fluss Tomoe.
Im Jahr 2016 zählte der Bahnhof täglich durchschnittlich 6424 Fahrgäste. Etwa einen halben Kilometer nördlich steht der Bahnhof Shimizu an der Tōkaidō-Hauptlinie.

## Geschichte
Die Shizutetsu eröffnet den Bahnhof am 18. Mai 1908 unter dem Namen Tsujimura (辻村), zusammen mit einer wenigen hundert Meter langen Güterbahn zur östlich gelegenen Haltestelle Hatoba im Hafengebiet. Ab 1. Juli desselben Jahres kam der Personenverkehr hinzu. Fünf Monate später, am 9. Dezember 1908, verlängert die Shizutetsu die Strecke bis zum Zentrum von Shizuoka. 1918 erhielt der Bahnhof den neuen Namen Ejiri-shindō (江尻新道). Die am 25. Dezember 1928 eröffnete Straßenbahnlinie war von Anfang an mit den Gleisen der Shizuoka-Shimizu-Linie verbunden, wodurch Direktverbindungen bis ins Stadtzentrum von Shizuoka möglich waren.
Am 29. März 1933 gab es eine weitere Umbenennung des Bahnhofs in Shimizu-Aioimachi (清水相生町). Der älteste Streckenabschnitt nach Hatoba wurde ab 1. Dezember 1945 nicht mehr befahren und 1949 endgültig stillgelegt, woraufhin der Umbau zu einem Kopfbahnhof erfolgte. Seinen heutigen Namen trägt der Bahnhof seit 1. Oktober 1954. Ein Jahr nach der Betriebseinstellung der Straßenbahn am 7. Juli 1974 wurde das Gleisdreieck entfernt.